# Магута Роман Миколайович
Роман Миколайович Магута (нар. 30 серпня 1958, смт Ілліч, Пахтааральський район, Чимкентська область, Казахстан) — банкір, економіст, Голова Рахункової палати України (з 2012 до 2018 року).

## Біографія
Закінчив Тернопільський фінансово-економічний інститут за спеціальністю бухгалтерський облік і аналіз господарської діяльності.
З 1984 року — ревізор контрольно-ревізійного відділу Донецької обласної контори Будбанку СРСР.
З 1988 по 1991 рік — у Донецькому обласному управлінні Промбудбанку СРСР.
1991—1995 — головний бухгалтер, заступник головного бухгалтера інвестиційно-кредитного КБ «Донбас», голова правління КБ «Акцептабанк», перший заступник директора Донецького філіалу АК УБ «Відродження».
З 1995 по 2007 рік — на керівних посадах в Донецькому регіональному управлінні КБ «ПриватБанк».
Із березня 2007 року — в.о. голови правління ЗАТ «Український банк реконструкції та розвитку».
З 20 березня 2007 року — перший заступник голови правління АТ «Ощадбанк».
12 квітня 2012 року Верховною Радою України призначений на посаду Голови Рахункової палати.
У 2016 році Національне антикорупційне бюро України, за погодженням Спеціалізованої антикорупційної прокуратури та Генерального прокурора України Юрія Луценка повідомила Романа Магуту про підозру у вчиненні низки кримінальних правопорушень. Магута підозрюється у тому, що член Рахункової палати, маючи приватизоване житло в Києві, звернулася до глави нього з проханням надати службове житло в центрі столиці. У грудні 2013 Рахункова палата купила квартири, серед яких була двокімнатна вартістю 1,39 млн грн на вул. Полтавській, 10. Пізніше член Рахункової палати звернулася до голови з проханням приватизувати житло. Глава Рахункової палати погодився, після чого в квартирі був прописаний племінник члена Рахункової палати, відтак він квартиру приватизував і передарував члену Рахункової палати.